# Deoxyguanosin
Deoxyguanosin (dG)  je purinový nukleosid složený z guaninu napojeného glykosidickou vazbou na cukr deoxyribózu. Je jedním ze čtyř nukleosidových stavebních bloků, ze kterých se skládá DNA. Dalšími jsou deoxyadenosin, deoxycytidin a deoxythymidin.
Předpona deoxy- znamená, že deoxyguanosin obsahuje o jeden atom kyslíku méně, než podobná molekula guanosin. Kyslík konkrétně chybí na druhém uhlíku ribózy, která se proto nazývá deoxyribóza. Přesnější název je proto 2′-deoxyguanosin.

Nukleotid deoxyguanosintrifosfát

Významným derivátem je například dGMP, tedy deoxyguanosinmonofosfát. Deoxyguanosin může také tvořit strukturu G-kvadruplexů,  kdy jsou čtyři dG umístěny v jedné rovině a jsou spojeny vodíkovými vazbami. To je zvláště důležité pro telomery.

V DNA tvoří guanin pár vždy s cytosinem

## Složení nukleosidů

Část molekuly DNA - ve dvojšroubovici barevně vyznačeny páry adenin-thymin a cytosin-guanin

Čtyři základní typy nukleosidů (dA, dG, dC, dT), jež se přirozeně vyskytují v DNA, se liší pouze typem nukleové báze. dA obsahuje adenin, dG guanin, dC cytosin a dT thymin. Každý nukleosid má dva stavební bloky:
- deoxyribóza – pětiuhlíkový cukr (pentóza), který se v DNA vyskytuje v cyklické furanózové formě. Jeho uhlíky se po směru pohybu hodinových ručiček označují 1', 2', 3', 4' a 5', přičemž na 1' uhlíku je navěšena nukleová báze, na 3' a 5' uhlíku jsou přes OH skupinu připevněny fosfátové skupiny;
- nukleová báze – dusíkatá heterocyklická sloučenina. V DNA se v různých kombinacích vyskytují především čtyři základní nukleové báze, dvě purinové (adenin A a guanin G) a dvě pyrimidinové (thymin T a cytosin C).

## Složení nukleotidů
Nukleotidy jsou fosforylované nukleosidy. Jsou to tedy látky složené z nukleové báze (adenin, guanin, gytosin nebo thymin), pětiuhlíkatého monosacharidu (ribóza nebo deoxyribóza) a jednoho nebo více zbytků kyseliny fosforečné.
Nukleosid deoxyguanosin vytváří se zbytky kyseliny fosforečné podle jejího počtu nukleotid deoxyguanosinmonofosfát, deoxyguanosindifosfát nebo deoxyguanosintrifosfát.

## Složení DNA
Primární struktura DNA se dá znázornit jako lineární řada nukleotidů nebo jako řada písmen, které odpovídají dusíkatým bázím v nukleotidech, tedy A, G, C, T. Genetický kód DNA je výsledkem sekvence bází těchto stavebních bloků. Jejich párováním a různým pořadím v řetězci lze dosáhnout obrovského počtu kombinací.
Proces přenosu genetické informace se v buňce realizuje v buněčném jádře a ribozomech. Nazývá se proteosyntéza a je to metabolický proces, při kterém se z aminokyselin tvoří bílkoviny (polypeptidy, proteiny).